# 徐宏俊
徐宏俊（1951年6月—），男，汉族，江苏盐城人，中华人民共和国政治人物，曾任浙江省人大常委会副主任、浙江省关心下一代工作委员会主任。